# Mollaoğlu, Tepebaşı
Mollaoğlu là một xã thuộc huyện Tepebaşı, tỉnh Eskişehir, Thổ Nhĩ Kỳ. Dân số thời điểm năm 2011 là 101 người.